# Стэнфилд, Олферт
Олферт Мартин Стэнфилд (англ. Olphert Martin Stanfield; 26 февраля 1869 — 13 марта 1952), также известный как Олфи Стэнфилд (англ. Olphie Stanfield) и Олли Стэнфилд (англ. Ollie Stanfield) — ирландский футболист, нападающий. Всю свою карьеру провёл в клубе «Дистиллери» из города Лисберн. Также выступал за сборную Ирландии. Был рекордсменом XIX и начала XX века по количеству матчей за национальные сборные (30 игр).

## Клубная карьера
Стэнфилд стал игроком клуба «Дистиллери» в 1886 году, а к концу 1880-х годов забил за команду уже более 90 голов. В сезоне 1889/90 сделал хет-трики в четырёх играх подряд и помог своей команде выиграть Ирландский кубок и Суперкубок Антрима.
В 1890-е годы стал легендой «Дистиллери», забив не менее 105 мячей в 147 матчах. В этот период он сделал, как минимум, семь хет-триков, а также стал автором победного гола в финале Ирландского кубка 1894 года. В 1896 году он забил победный гол в матче плей-офф Ирландской футбольной лиги и помог своему клубу стать чемпионом Ирландии в сезоне 1895/96. В том сезоне «Дистиллери» выиграл «требл» (чемпионат, Ирландский кубок и Суперкубок Антрима).
Стэнфилд выступал за «Дистиллери» до 1898 года, сыграв 181 официальный матч и забив 178 мячей. Кроме того, он провёл за команду ещё 115 товарищеских матчей, в которых забил 62 мяча.

## Карьера в сборной
5 февраля 1887 года Стэнфилд дебютировал в составе национальной сборной Ирландии в матче домашнего чемпионата Британии против сборной Англии на «Брэмолл Лейн». Англичане разгромили соперника со счётом 7:0. На тот момент Стэнфилду было 17 лет и 344 дня. 19 февраля того же года он забил свой первый гол за сборную в матче против Уэльса, завершившимся победой со счётом 4:1. Это была первая победа ирландской сборной в её истории.
7 февраля 1891 года Стэнфилд забил четыре гола в матче против Уэльса. В том же году он стал лучшим бомбардиром домашнего чемпионата Британии. В 1894 году забивал в трёх матчах подряд. 3 марта 1894 года помог ирландцам впервые в истории избежать поражения от англичан. После часа игры ирландцы проигрывали со счётом 0:2, но затем смогли сравнять счёт в игре, завершившейся со счётом 2:2.
К 1897 году, завершив выступления за сборную, Стэнфилд с тридцатью матчами был рекордсменом по числу матчей за национальную сборную среди всех футбольных сборных мира. Его рекорд был побит в 1909 году англичанином Вивом Вудвордом. Рекорд же ирландской сборной по числу матчей продержался до 1936 года, когда его побил Элайша Скотт, сыгравший на 1 матч больше.

## После завершения карьеры
После завершения карьеры футболиста в 1898 году был избран вице-президентом клуба «Дистиллери». К 1921 году Стэнфилд владел семью акциями компании Distillery Football and Athletic Club Ltd, которой принадлежал клуб «Дистиллери».

## Достижения
Дистиллери
- Чемпион Ирландской футбольной лиги: 1895/96
- Обладатель Ирландского кубка (3): 1888/89, 1893/94, 1895/96
- Финалист Ирландского кубка: 1887/88
- Обладатель Суперкубка графства Антрим (4): 1888/89, 1892/93, 1895/96, 1896/97